# Ezzard Charles
Ezzard Mack Charles (Lawrenceville, 7. lipnja 1921. – Chicago, 28. svibnja 1975.), američki profesionalni boksač i bivši svjetski prvak u teškoj kategoriji. Nastupao je profesionalno u tri kategorije i pobijedio niz relevantnih boksača. Umirovio se nakon 93 pobjede, 25 poraza i 1 neriješenoga ishoda. Poznat je i pod nadimkom "Cincinnati Cobra".

## Životopis
Rođen je u Lawrencevilleu (Georgia), 7. lipnja 1921. Charles je u amaterskoj karijeri počeo nastupati u perolakoj kategoriji i ostvario zavidan rekord 42-0. Godine 1938. godine je osvojio Dijamantni pojas, a 1939. osvaja "Chicago Golden Gloves". Profesionalnu karijeru započinje 1940. godine pobijedivši Melody Johnsona u 4. rundi nokautom.
Tih je godina stekao snažnu reputaciju u srednjoj kategoriji, a istovremeno je služio u Oružanim snagama SAD-a tijekom Drugog svjetskog rata. Poslije rata se borio u poluteškoj kategoriji. Pobijedio je niz velikih boksača kao što su Archie Moore, Jimmy Bivins, Lloyd Marshall i Elmer Ray. 
Nakon ozljeda koje je pretrpio u borbi protiv Ezzarda, Sam Baroudi umire 20. veljače 1948. Nakon toga je razmišljao da se ostavi boksa, ali je naposljetku Baroudijeva obitelj tražila da nastavi karijeru. Charles tada počinje karijeru kao boksač u teškoj kategoriji. 
Pobjeđuje Joeyja Baksija i Johnnyja Haynesa te napokon dobiva priliku za titulu privremenog prvaka Nacionalnog boksačkog saveza. 22. srpnja 1949. pobjeđuje svog najvećeg suparnika za vrijeme karijere, Jerseyja Joe Walcotta i postaje napokon prvak i to u teškoj kategoriji. Poslije je pobijedio i legendarnog Joea Louisa i zaustavio ga u njegovom pohodu na osvajanje još jedne titule prvaka. Američka javnost nikada nije Charlesu to oprostila i do kraja njegove karijere doživljavao je uvrede i prigovore zbog te pobijede.
1951. godine gubi titulu i to teškim nokautom u 7. rundi od Walcotta, a poslije i u uzvratu gubi na sudačku odluku od istog boksača. Charles je izgubio i od Rockyja Marciana sudačkom odlukom, u svom još jednom pokušaju lova na titulu prvaka. Pred kraj karijere se suočavao s financijskim problemima pa je prihvaćao neke borbe i nespreman, te je doživio 13 poraza u 23 meča. Karijeru je završio s 93 pobijede, 25 poraza i jednim neriješenim ishodom. Ezzard Charles je umro u 53 godini, 28. svibnja 1975. godine od u Chicagu. Izabran je u Međunarodnu boksačku kuću slavnih, 1990. godine.

## Vanjske poveznice
- Karijera Ezzarda Charlesa sa str. BoxRec  Arhivirana inačica izvorne stranice od 24. svibnja 2012. (Wayback Machine) (engl.)